# ХК Свети Ђорђе
Хокејашки клуб Свети Ђорђе је клуб хокеја на трави из Београда.

## Историја
Клуб је основан 2000. године и већ 2002. осваја прву титулу, а наредне године и другу, међутим због слабе популарности хокеја на трави у Србији и због финансијских проблема клуб се гаси већ 2010. године. 

## Успеси
- Првенство СР Југославије
  - Првак (2): 2002, 2003.
  - Други (1): 2001.